# Demografía de la ciudad de Buenos Aires
La población de la Ciudad de Buenos Aires censada en octubre de 2010, cuenta con 2 890 151 habitantes, un 4,1% más que en el censo de 2001, y una importante densidad demográfica que asciende a 14.307,68/km². La superficie es de 202 km². Sin embargo, si se tiene en cuenta el área metropolitana (Aglomerado Gran Buenos Aires), cuya superficie asciende a 3.833 km², la población alcanza los 12.806.866 habitantes (2010), lo que convierte a la megalópolis en uno de los centros urbanos más poblados del mundo.
La ciudad cuenta con la población más envejecida del país, con bajas tasas de natalidad y de fecundidad (siendo esta última, la menor del país), así como baja tasa de mortalidad, y con estructura poblacional similar a la observada en países europeos, con un bajísimo crecimiento vegetativo. También cuenta con un bajo índice de masculinidad: las mujeres son el 54,0 % y los varones representan el 46,0 %. Se calcula que 381 778 habitantes nacieron en el extranjero. Los niveles de pobreza e indigencia son sensiblemente menores que la media del país.
Desde hace más de 70 años, la población de la ciudad de Buenos Aires se mantiene estable en aproximadamente 2,9 millones de habitantes, con leves variaciones intercensales. En 2010 la ciudad cedió el 2.º lugar que históricamente ocupaba entre las jurisdicciones más populosas del país, ante el crecimiento demográfico de las provincias de Córdoba y Santa Fe.

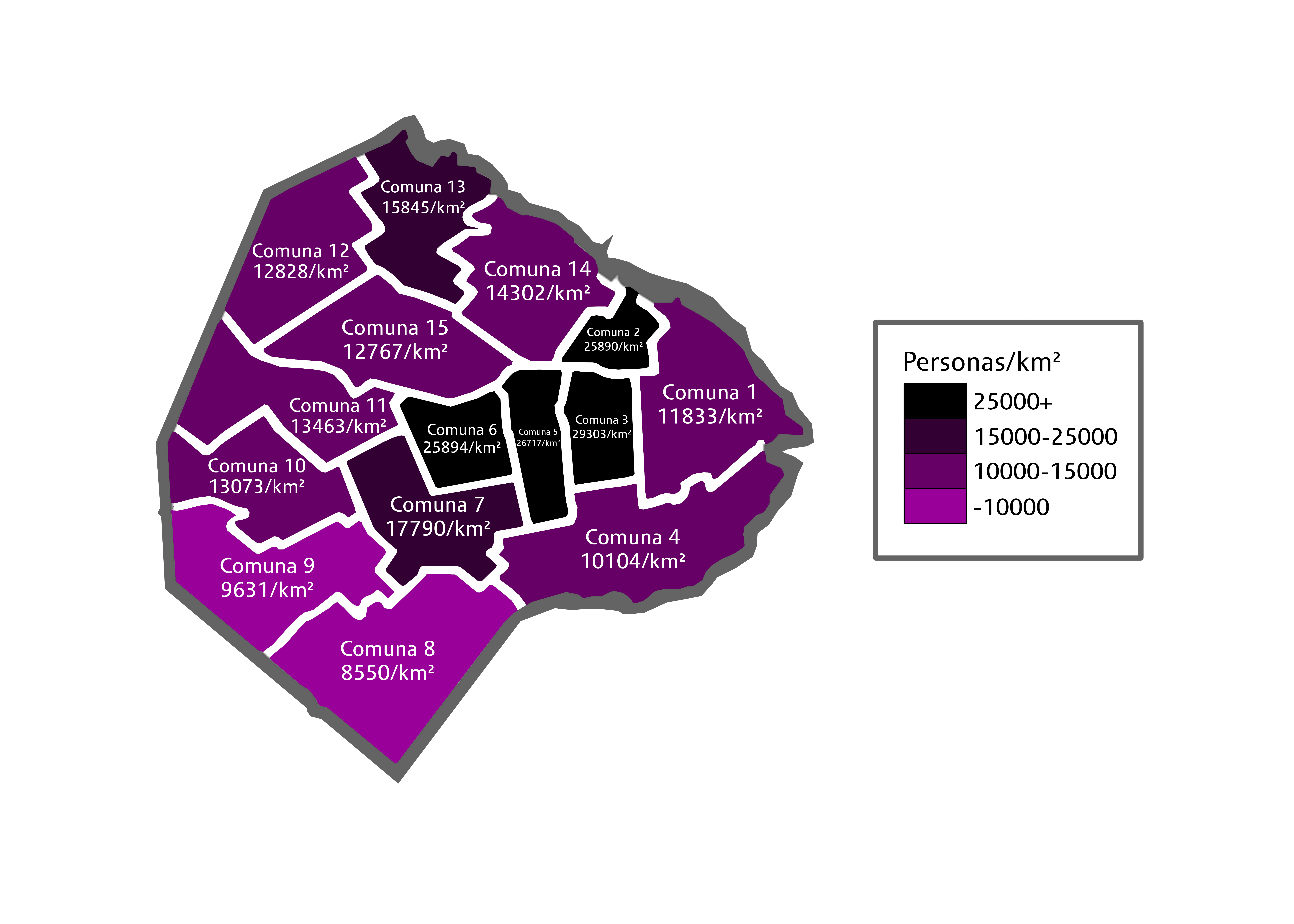
Densidad de población (censo de 2010)

## Indicadores demográficos
El censo de 1991 del INDEC indicaba que Buenos Aires tenía 2.905.403 habitantes; en el realizado diez años más tarde la población de la ciudad era de 2.776.138 habitantes. Sin embargo, la posterior corrección de población por cobertura y conciliación censal que realizó el INDEC llevó a la población a 2.965.403 habitantes al 30 de junio de 1991 y 2.995.397 habitantes al 30 de junio de 2001, donde la tasa de crecimiento anual medio entre estos años fue apenas del 1‰, muy por debajo de la media nacional (12,5‰) en el mismo período.
En el último censo nacional realizado en octubre de 2010 por el INDEC, en la ciudad de Buenos Aires se contabilizaron 2 890 151 habitantes de los cuales las mujeres son el 54,0 % y los varones representan el 46,0 %. Esto representa un 4,1% más que en el resultado preliminar del censo de 2001, aunque menos que la posterior corrección de dicho censo. Así mismo, la ciudad cuenta con una importante densidad demográfica que asciende a 14 307,68 hab/km², si se tiene en cuenta que su superficie es de tan sólo 202 km².
La estructura poblacional estimada para 2008 mostraba que el porcentaje de habitantes entre 0 a 14 años (16,35%) es casi similar al de habitantes de 65 años o más (16,40%). La tasa de personas de 60 años o más es del 21,67%. Todas estas cifras indican que la ciudad de Buenos Aires es la segunda jurisdicción más envejecida de la Argentina, solo superada por la ciudad de Vicente López, que tiene un 23% de personas mayores de 60 años.(INDEC 2010)
. En el contexto mundial, la ciudad posee una estructura poblacional por edades similar a la de los países europeos, donde el porcentaje de la población menor a los 15 años es inferior al 20% del total y casi similar o inferior al de la población de 65 años o más. Este proceso se vislumbra en la pirámide de población, donde se observa que la base (que refleja la población más joven) es un poco más estrecha que el centro. En tanto, la cima (que refleja la población de mayor edad) es relativamente ancha, aproximándose a la forma de la base.

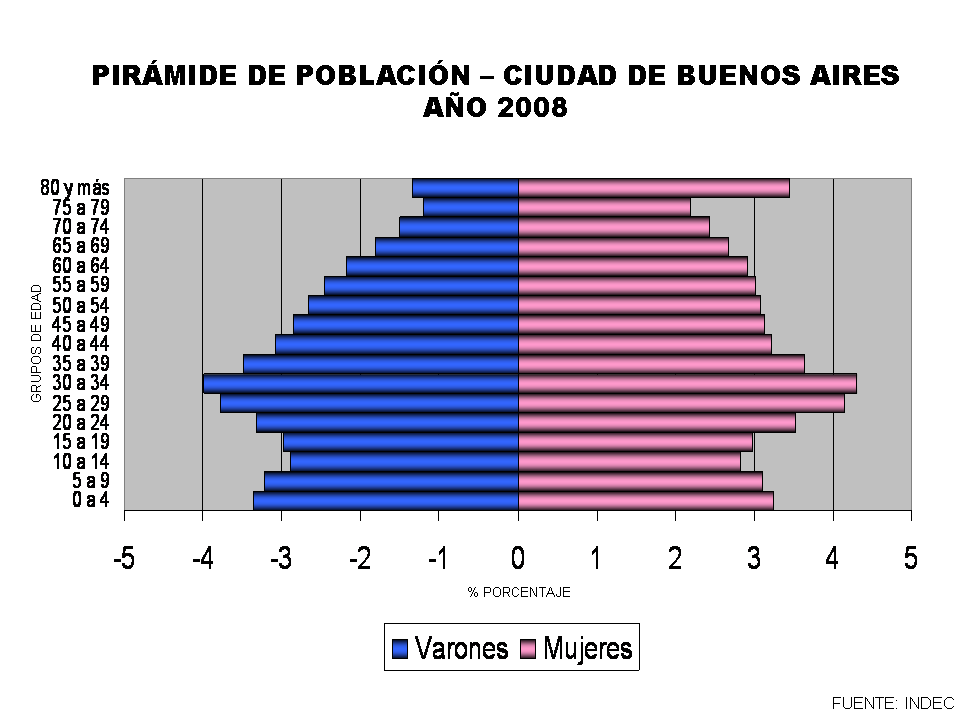
Pirámide de población de la ciudad de Buenos Aires (2008). Fuente: INDEC.

Además el índice de masculinidad (cantidad de hombres por cada 100 mujeres) de 85,8, también es bajo si se lo compara con el de otros aglomerados urbanos del país. Hasta los nueve años la relación entre sexos se encuentra relativamente equilibrada, mientras que en los grupos de mayor edad, la brecha aumenta. Esto se debe principalmente a la mayor longevidad de la población femenina.
La esperanza de vida (2001) llegó a los 75,9 años (79,4 años para las mujeres y 71,8 para los hombres). 
Buenos Aires ha ostentado bajas tasas de natalidad en las últimas décadas comparada con otras jurisdicciones del país. En 2008 se registraron 45.820 nacimientos dando una tasa bruta de natalidad del 15,1‰. Las defunciones fueron 32.074, con una elevada tasa bruta de mortalidad del 10,5‰ (producto de una estructura poblacional envejecida). Como resultado se vislumbra un bajísimo crecimiento vegetativo de 4,6‰ (0,46%) similar al que se observa en países europeos.
Según la Dirección General de Estadística y Censos (perteneciente al Gobierno de la C.A.B.A.), en 2008 la tasa global de fecundidad fue de 1,94 hijos por mujer (por debajo del nivel de reemplazo generacional de 2,1 hijos por mujer), registrándose un aumento con respecto a 2007 (1,82) debido al notable aumento de los nacimientos. Buenos Aires se enmarca como la jurisdicción con menor tasa global de fecundidad de la Argentina, que posee una tasa en torno a los 2,4 hijos por mujer (2008). En la última década, la fecundidad de la ciudad osciló entre los 1,7 a 1,9 hijos por mujer.
En el período 1990-2008 la tasa de mortalidad infantil sufrió una baja del 16,0‰ al 7,7‰ respectivamente.
La dependencia potencial total indica que existen 50,5 personas potencialmente dependientes por cada 100 potencialmente activas. De este 50,5, 25,5 son niños y 20 son mayores.

## Evolución demográfica
La población de la ciudad sufrió grandes cambios no solo por el crecimiento vegetativo, sino también por el aumento de la superficie de la ciudad y las corrientes migratorias que recibió durante los siglos XIX y XX.
La ciudad fundada por Juan de Garay era de aproximadamente 2,34 km², que gracias al desarrollo comercial de la ciudad aumentó a 6,15 km² para la caída del Virreinato del Río de La Plata. Para 1867 la superficie de la ciudad era de 44,85 km², y en 1888 al incorporar los municipios de Flores y Belgrano (que pasaron a ser barrios de la ciudad), ascendió a 190 km². En 1995 se incluyeron las tierras en las que se encuentra la Reserva Ecológica de Buenos Aires, lo que le da a la ciudad una superficie de 202,04 km².
La población pasó de cientos en 1580 a 44.800 en el final del Virreinato. A pesar de las guerras internas, la población se había casi duplicado para 1855, ascendiendo a 90 076. Los datos desde ese momento hasta 1887 muestran la incidencia de la primera ola de inmigrantes provenientes de Europa. El censo municipal de 1887 determinó que la población de la ciudad era de 433 375, y para 1914 había aumentado a 1 575 814, época en la que vivían en la ciudad más extranjeros que argentinos nativos.
La población de la ciudad se vio aumentada a finales del siglo XIX y principios siglo XX por las fuertes corrientes migratorias que llegaban desde Europa. Con el fin de la guerra civil y el auge de la economía agroexportadora, la Argentina se convirtió en el destino de muchos inmigrantes que buscaban seguridad y estabilidad económica. La inmigración era incentivada por las autoridades, creándose el 10 de agosto de 1869 la Comisión Central de la Inmigración, así como la Oficina Nacional del Trabajo mediante un decreto del 22 de mayo de 1872, que servía para ubicar a los inmigrantes según sus capacidades en puestos laborales de distinta índole.
La Ley Número 817 establecía: "Repútase inmigrante, a todo extranjero jornalero, artesano, industrial, agricultor o profesor, que siendo menor de sesenta años, y acreditando su moralidad y sus aptitudes llegase como pasajero de segunda o tercera clase en una nave de inmigrantes con la intención de establecerse en la República Argentina". De esta forma llegaron a la Argentina en el período 1871-1940, 8.002.370 inmigrantes y emigraron 4.034.348 (aproximadamente 4 millones de inmigración neta). Cuando la tierra dejó de ser accesible para los inmigrantes, muchos de ellos decidieron migrar a las ciudades o regresar a su país de origen.
La inmigración italiana fue la primera en llegar en grandes números. En 1887, los italianos representaban el 60,4% del total de la inmigración, disminuyendo posteriormente con la llegada de una importante comunidad española.
Las crisis económicas en Argentina (con la consiguiente búsqueda de una nacionalidad europea), las leyes de la República Italiana sobre la obtención de ciudadanía, y el gran número de argentinos con ascendencia italiana, harían del Gran Buenos Aires la ciudad en el mundo con el mayor número de ciudadanos italianos (potencialmente un número que duplica a la población de Roma, es decir, unos 5.6 millones de personas, equivalente a más del 11% de la actual población peninsular). 
| Nacionalidades según Año (%) | Nacionalidades según Año (%) | Nacionalidades según Año (%) | Nacionalidades según Año (%) | Nacionalidades según Año (%) | Nacionalidades según Año (%) | Nacionalidades según Año (%) | Nacionalidades según Año (%) |
| Nacionalidad                 | 1869                         | 1887                         | 1895                         | 1904                         | 1909                         | 1914                         | 1936                         |
| ---------------------------- | ---------------------------- | ---------------------------- | ---------------------------- | ---------------------------- | ---------------------------- | ---------------------------- | ---------------------------- |
| Italianos                    | 47,9                         | 60,4                         | 52,5                         | 53,4                         | 49,3                         | 39,1                         | 34,3                         |
| Españoles                    | 15,8                         | 17,3                         | 23,2                         | 24,5                         | 31,0                         | 38,4                         | 37,2                         |
| Franceses                    | 15,3                         | 8,7                          | 9,6                          | 6,4                          | 4,5                          | 3,4                          | 1,7                          |
| Ingleses                     | 3,4                          | 1,8                          | 1,9                          | 1,2                          | 1,2                          | 1,1                          | 0,5                          |
| Alemanes                     | 2,2                          | 1,7                          | 1,5                          | 1,2                          | 1,3                          | 1,3                          | 2,0                          |

Con la caída del modelo agroexportador, muchas de las personas que vivían en zonas agrícola-ganaderas migraron hacia las ciudades en busca de oportunidades de trabajo, lo que explica otro de los saltos demográficos durante el período de 1930 en adelante.
A partir de la segunda mitad del siglo XX aumentaron las inmigraciones, aunque esta vez provenientes de los países de Sudamérica y del sudeste asiático. Trabajadores llegados de Bolivia, Paraguay, Perú, Uruguay, Brasil y Chile llegaron a la Argentina en busca de las oportunidades laborales brindadas por el desarrollo industrial que experimentó la ciudad durante ese período.
En el período 1991-2001 la cantidad de inmigrantes en el país disminuyó sensiblemente, pasando de 1.615.473 a 1.531.940. Si bien la inmigración proveniente desde Brasil, Chile y Uruguay disminuyó en esa década, los provenientes desde Bolivia, Paraguay, Perú y Colombia aumentaron en forma considerable. Las personas provenientes de esos países pasaron, en ese período, de 821.297 a 1.036.145 en todo el país.
La ciudad de Buenos Aires no ha sido la excepción, la población paraguaya pasó de 29 645 a 46 928, la boliviana de 18 323 a 50 111, la peruana de 3837 a 38 990 y la colombiana de unos cuantos centenares a casi 23.000. En cambio la población de los demás países no limítrofes y de los demás fronterizos disminuye: la primera pasó de 196.294 a 125.269, mientras que la segunda de 74.815 a 50.217.
A inicios del siglo XXI, debido al envejecimiento (por escasa fecundidad de los estratos de clase media) de la población nativa porteña, a la emigración al extranjero y a la substitución demográfica en gran medida provocada por las crisis económicas, un 40 % de los porteños no nació ni en la ciudad ni en los partidos del Gran Buenos Aires, sino que se trata de población que migró desde las provincias del norte argentino y de otros países (se calcula que 381 778 de sus habitantes, nacieron en el extranjero).

## Pobreza e indigencia
La crisis económica que afectó a la República Argentina a comienzos del siglo XXI, también tuvo su impacto en la ciudad de Buenos Aires, aunque los niveles de pobreza e indigencia son sensiblemente menores a la media del país. Según el INDEC, en el primer semestre de 2009 la pobreza recayó sobre el 7,3% de la población y la indigencia sobre el 2,5%.
| Evolución de la Pobreza e Indigencia (en %) | Evolución de la Pobreza e Indigencia (en %) | Evolución de la Pobreza e Indigencia (en %) | Evolución de la Pobreza e Indigencia (en %) | Evolución de la Pobreza e Indigencia (en %) | Evolución de la Pobreza e Indigencia (en %) | Evolución de la Pobreza e Indigencia (en %) | Evolución de la Pobreza e Indigencia (en %) | Evolución de la Pobreza e Indigencia (en %) | Evolución de la Pobreza e Indigencia (en %) | Evolución de la Pobreza e Indigencia (en %) | Evolución de la Pobreza e Indigencia (en %) | Evolución de la Pobreza e Indigencia (en %) | Evolución de la Pobreza e Indigencia (en %) | Evolución de la Pobreza e Indigencia (en %) | Evolución de la Pobreza e Indigencia (en %) | Evolución de la Pobreza e Indigencia (en %) | Evolución de la Pobreza e Indigencia (en %) | Evolución de la Pobreza e Indigencia (en %) | Evolución de la Pobreza e Indigencia (en %) | Evolución de la Pobreza e Indigencia (en %) | Evolución de la Pobreza e Indigencia (en %) | Evolución de la Pobreza e Indigencia (en %) | Evolución de la Pobreza e Indigencia (en %) | Evolución de la Pobreza e Indigencia (en %) | Evolución de la Pobreza e Indigencia (en %) |
| Línea                                       | Línea                                       | 1995                                        | 1995                                        | 1996                                        | 1996                                        | 1997                                        | 1997                                        | 1998                                        | 1998                                        | 1999                                        | 1999                                        | 2000                                        | 2000                                        | 2001                                        | 2001                                        | 2002                                        | 2002                                        | 2003                                        | 2003                                        | 2004                                        | 2004                                        | 2005                                        | 2005                                        | 2009                                        | 2009                                        |
| Línea                                       | Línea                                       | May.                                        | Oct.                                        | May.                                        | Oct.                                        | May.                                        | Oct.                                        | May.                                        | Oct.                                        | May.                                        | Oct.                                        | May.                                        | Oct.                                        | May.                                        | Oct.                                        | May.                                        | Oct.                                        | May.                                        | Oct.                                        | I Sem.                                      | II Sem.                                     | I Sem.                                      | II Sem.                                     | I Sem.                                      |                                             |
| ------------------------------------------- | ------------------------------------------- | ------------------------------------------- | ------------------------------------------- | ------------------------------------------- | ------------------------------------------- | ------------------------------------------- | ------------------------------------------- | ------------------------------------------- | ------------------------------------------- | ------------------------------------------- | ------------------------------------------- | ------------------------------------------- | ------------------------------------------- | ------------------------------------------- | ------------------------------------------- | ------------------------------------------- | ------------------------------------------- | ------------------------------------------- | ------------------------------------------- | ------------------------------------------- | ------------------------------------------- | ------------------------------------------- | ------------------------------------------- | ------------------------------------------- | ------------------------------------------- |
| Pobreza                                     | Hogares                                     | 6,4                                         | 5,4                                         | 5,9                                         | 5,8                                         | 7,1                                         | 5,8                                         | 5,0                                         | 5,3                                         | 4,4                                         | 4,4                                         | 5,5                                         | 5,5                                         | 7,2                                         | 6,1                                         | 8,2                                         | 6,3                                         | 13,4                                        | 14,6                                        | 17,1                                        | 14,4                                        | 10,9                                        | 9,7                                         | 4,6                                         |                                             |
| Pobreza                                     | Personas                                    | 6,4                                         | 6,7                                         | 7,4                                         | 8,0                                         | 9,1                                         | 7,5                                         | 6,8                                         | 7,5                                         | 6,2                                         | 5,9                                         | 8,8                                         | 8,3                                         | 10,3                                        | 9,5                                         | 10,9                                        | 9,8                                         | 19,8                                        | 21,2                                        | 22,1                                        | 21,5                                        | 15,0                                        | 14,7                                        | 7,3                                         |                                             |
| Indigencia                                  | Hogares                                     | 1,1                                         | 1,6                                         | 1,8                                         | 1,3                                         | 1,7                                         | 1,5                                         | 1,1                                         | 1,4                                         | 1,2                                         | 0,8                                         | 1,1                                         | 1,3                                         | 2,3                                         | 1,4                                         | 2,0                                         | 1,6                                         | 4,0                                         | 3,7                                         | 7,5                                         | 4,6                                         | 3,8                                         | 3,2                                         | 1,6                                         |                                             |
| Indigencia                                  | Personas                                    | 1,1                                         | 1,5                                         | 1,8                                         | 1,6                                         | 1,5                                         | 1,3                                         | 1,2                                         | 1,9                                         | 1,6                                         | 1,1                                         | 1,3                                         | 1,4                                         | 2,7                                         | 1,8                                         | 1,7                                         | 2,1                                         | 6,3                                         | 5,7                                         | 8,8                                         | 5,8                                         | 4,9                                         | 4,0                                         | 2,5                                         |                                             |

## Seguridad

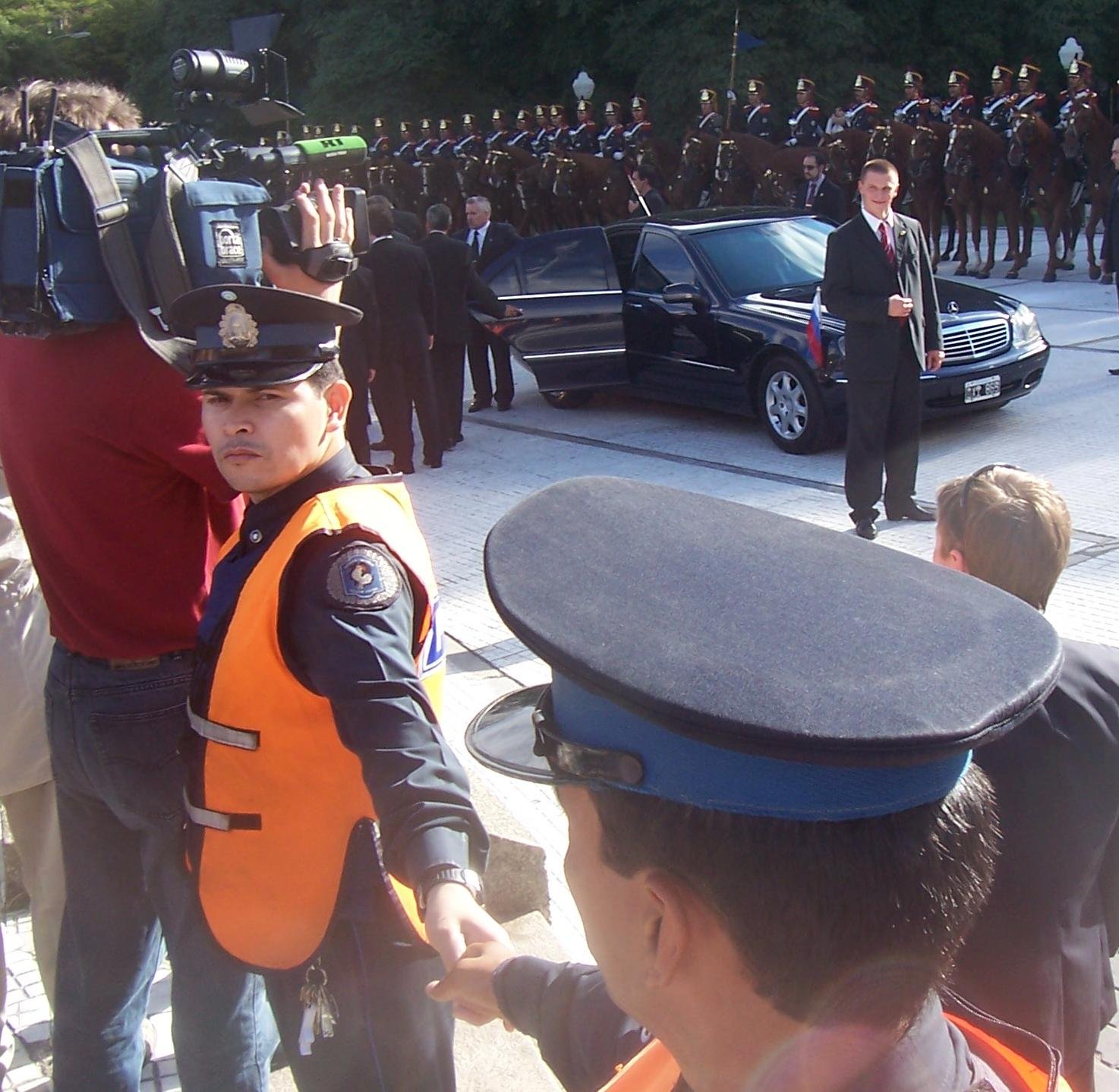
La Policía Federal Argentina ejerce las funciones de policía local.

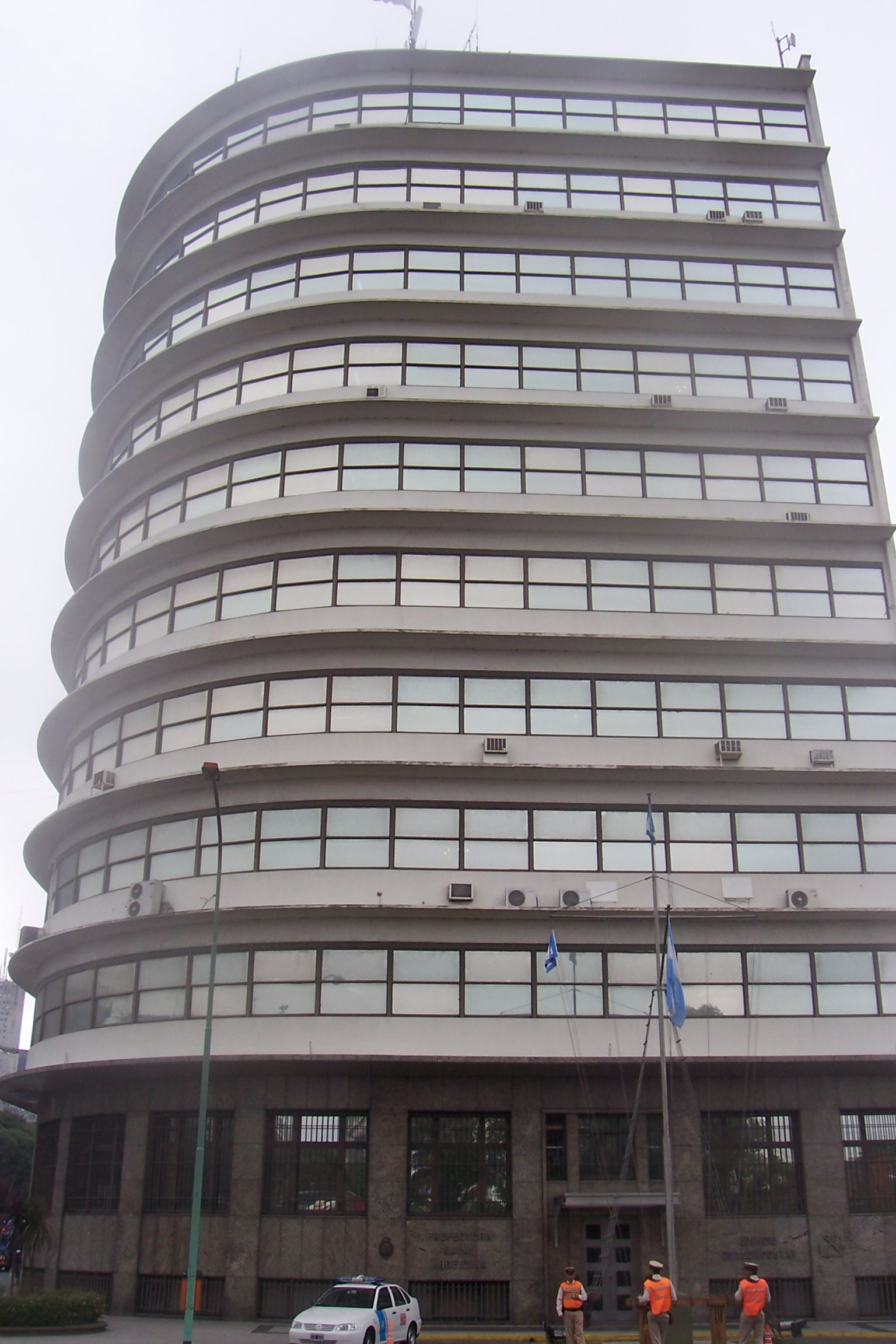
Sede central de la Prefectura Naval Argentina, en el barrio de Puerto Madero.

Anteriormente era la Policía Federal Argentina, sobre la base de los edictos policiales, la encargada no sólo del control de las contravenciones, sino también tenía facultades legislativas y judiciales en materia contravencional. Pero Juan Carlos Onganía mediante el Decreto N.º 333/68 (Ley Orgánica de la Policía Federal) dispuso que la PFA sólo podía aplicar los edictos, pero no podía sancionarlos. Finalmente, la Constitución permitió a la Legislatura de la Ciudad de Buenos Aires sancionar el Código de Convivencia Urbana (Ley Nº10), que eliminó y creó figuras contravencionales. La función de control se encuentra hoy en día en la PFA y la Prefectura Naval Argentina, mientras que la facultad de juzgar recae en el fuero Contravencional y de Faltas del Poder Judicial de la Ciudad. En cambio, en lo referente a delitos estipulados en el Código Penal Argentino, la ciudad no cuenta con jurisdicción, ya que corresponde a la Justicia Federal.
Desde el 8 de mayo de 2006 hasta su disolución en 2008 la Guardia Urbana estuvo facultada para labrar multas de tránsito, mientras que antes sólo realizaba advertencias "didácticas". Estas funciones fueron traspasadas a los inspectores de tránsito. A partir del 5 de febrero de 2010 entró en funciones de la Policía Metropolitana, pero solo se encuentra facultada a actuar frente a las contravenciones, incluidas las de tránsito.
En el período 2003-2004 hubo un aumento de las contravenciones, mientras en el 2003 se dictaron 664 sentencias condenatorias en el 2004 el número aumentó a 816. La gran mayoría de estas contravenciones corresponden a los tipos de Juegos prohibidos, de Libertad de circulación y de Tránsito.
Las cifras sobre los delitos cometidos en la ciudad tienen dos inconvenientes, el primero es que se reseñan en su mayoría sólo los dependientes de la acción pública, es decir, en los que interviene el Estado para iniciar e impulsar procesalmente las causas. El otro inconveniente son las llamadas cifras negras, que representan los delitos que no han sido denunciados.
Las cifras indican que entre 2003 y 2004 hubo una disminución en la cantidad de delitos de apenas el 0,10%: en el 2003 fueron denunciados 192.457 delitos y en el 2004 192.257. Pero si bien existe una pequeña disminución, los delitos contra las personas subieron un 14%, contra la integridad sexual un 21% y contra la libertad un 16%; mientras que los delitos contra la propiedad cayeron casi un 3 %, los relacionados con drogas un 12 % y los delitos previstos por leyes especiales un 26 %. La tasa de homicidios en Buenos Aires es de 6,93; 5,46 para ciudad y 7,66 para el conurbano.
Sin embargo la tasa de criminalidad es mayor, ya que en Nueva York es de aproximadamente 2800 cada 100 mil habitantes y en la capital argentina asciende a 6.925,34: siendo 987,92 la tasa de delitos contra personas, 4.737,41 la de delitos contra la propiedad y 623,42 la de delitos contra la libertad (que incluye las amenazas).